# Polminhac
Polminhac település Franciaországban, Cantal megyében. Lakosainak száma 1205 fő (2022. január 1.). Polminhac Badailhac, Giou-de-Mamou, Saint-Étienne-de-Carlat, Saint-Simon, Velzic, Vic-sur-Cère és Yolet községekkel határos.

## Népesség
A település népességének változása:
| Lakosok száma | 1012 | 1176 | 1135 | 1118 | 1131 | 1138 | 1163 | 1188 | 1195 | 1205 |
|               | 1968 | 1982 | 1990 | 2006 | 2013 | 2015 | 2017 | 2019 | 2020 | 2022 |